# George Harris (cầu thủ bóng đá, sinh năm 1875)
George Harris (1875 – 1910) là một cầu thủ bóng đá người Anh từng thi đấu ở vị trí thủ môn.